# Seznam evroposlancev iz Švedske (2004–2009)
Seznam evroposlancev iz Švedske' v mandatu 2004-2009.

## Seznam
- Jan Andersson, Socialna demokratična delavska stranka Švedske (Stranka evropskih socialistov)
- Maria Carlshamre, Ljudska stranka - Liberalci (Skupina zavezništva liberalcev in demokratov za Evropo)
- Charlotte Cederschiöld, Zmerna koalicijska stranka (Evropska ljudska stranka - Evropski demokrati)
- Lena Ek, Centralistična stranka Švedske (Skupina zavezništva liberalcev in demokratov za Evropo)
- Christofer Fjellner, Zmerna koalicijska stranka (Evropska ljudska stranka - Evropski demokrati)
- Hélène Goudin, June List (Samostojnost in demokracija)
- Anna Hedh, Socialna demokratična delavska stranka Švedske (Stranka evropskih socialistov)
- Ewa Hedkvist Petersen, Socialna demokratična delavska stranka Švedske (Stranka evropskih socialistov)
- Gunnar Hökmark, Zmerna koalicijska stranka (Evropska ljudska stranka - Evropski demokrati)
- Anna Ibrisagic, Zmerna koalicijska stranka (Evropska ljudska stranka - Evropski demokrati)
- Nils Lundgren, June List (Samostojnost in demokracija)
- Cecilia Malmström, Ljudska stranka - Liberalci (Skupina zavezništva liberalcev in demokratov za Evropo)
- Carl Schlyter, Zelena stranka Švedske (Skupina Zelenih-Evropska svobodna zveza)
- Inger Segelström, Socialna demokratična delavska stranka Švedske (Stranka evropskih socialistov)
- Jonas Sjöstedt, Leva stranka (Evropska združena levica – Zelena nordijska levica)
- Eva-Britt Svensson, Leva stranka (Evropska združena levica – Zelena nordijska levica)
- Åsa Westlund, Socialna demokratična delavska stranka Švedske (Stranka evropskih socialistov)
- Anders Wijkman, Krščanski demokrati Švedske (Evropska ljudska stranka - Evropski demokrati)
- Lars Wohlin, June List (Samostojnost in demokracija)